# VOLMET
VOLMET (französisch vol = Flug und météo = Wetterbericht) sind Wetterinformationen für Luftfahrzeuge im Flug.
Die in englischer Sprache gesendeten Tonaufzeichnungen enthalten das METAR (Platzwetter mit Trend), TAF (Vorhersage) und SIGMET (Warnungen) von ausgesuchten Flugplätzen einer Region und werden halbstündlich erneuert.
Die Informationen werden auf reservierten Frequenzen durch Stationen des Flugfunkdienstes gesendet. In manchen Fällen besteht auch die Möglichkeit, VOLMET über das Telefon abzuhören (z. B. Zürich LSZH unter +41 43 931 60 71).
Deutschland ist gemäß dem Air Navigation Plan (ANP) der International Civil Aviation Organization (ICAO), Teil 6 dazu verpflichtet, VOLMET auszustrahlen.
Die Automatische VOLMET-Ausstrahlung (AVAS) übernimmt in Deutschland die Deutsche Flugsicherung (DFS), welche die Sendeanlagen in Bremen, Berlin und Frankfurt am Main im VHF-Frequenzbereich des Flugfunkdienstes betreibt. Die Versorgung mit METARs erfolgt durch den Deutschen Wetterdienst (DWD).